# Lo Fèl
Lo Fèl (en francès Le Fel) és un municipi francès situat al departament de l'Avairon i a la regió d'Occitània.

## Demografia
| 1962                                       | 1968 | 1975 | 1982 | 1990 | 1999 |
| ------------------------------------------ | ---- | ---- | ---- | ---- | ---- |
| 293                                        | 315  | 295  | 219  | 186  | 146  |
| Des de 1962: població sense dobles comptes |      |      |      |      |      |

## Administració
| Període | Identitat             | Partit        |
| ------- | --------------------- | ------------- |
| 2001-   | Jean François Albespy | Divers droite |